# Doctor Zombi
Jorge Antonio Guillermo David Leyton (Chile, 19 de junio de 1977), conocido como Doctor Zombie, es un comunicador, ilustrador y guionista de cine y cómics. Ilustrador profesional con amplia experiencia en narrativa, afamado exconductor de la radio Rock and Pop y del programa Sonar Viral en la radio Sonar FM, también es productor y creativo en el rubro del entretenimiento, con experiencia en marketing y comunicaciones. Exproductor creativo y Director de Marketing de RadiodifusionSpa (Sonar FM, Top FM, Oasis FM, Horizonte.cl y Play FM). Docente de la Universidad Mayor, socio de la Cafila Zombirica, Socio Fundador y Director de radiodemente.cl

## Biografía
Nacido en la ciudad de Santiago, comuna de Recoleta. Estudió en el Colegio Providencia D-159 y cursó su enseñanza media en el Liceo Arturo Alessandri Palma A-12. Sus estudios superiores los realizó en el Instituto Esucomex donde ingresó a Diseño Arquitectónico por un semestre, continuando con la carrera de Diseño Gráfico en el Instituto DUOC. Fue candidato en tres ocasiones a Reina del Festival de Viña del Mar.

### Carrera profesional
La primera etapa de su vida pública está ligada al cómics. Participó en diversos fanzines chilenos, publicados a mediados de los años noventa. El primero fue Al Margen y luego continúo en Bonaparte, Banzai Manga (donde compartió páginas con otros autores nacionales como Kobal y Fyto Manga) , El Acantilado, entre otros.Con el tiempo,  su interés de profesionalizarse en el cómic, lo llevó a desarrollar la Editorial Dédalos.

## Programas de radio
Desde el 2001 (hasta el 2006) se desempeña como locutor en la emisora radial  Rock and Pop. Es aquí donde realiza comentarios de cine y cultura popular en los programas “Garganta Rotunda” (Patricio Cuevas), “Legión de los Lagos” (Sergio Lagos), “Revolución Flaite”  (Matilda Svensson y Chico Jano, luego reemplazado por  Humberto Sichel) y “La Grúa” (Jorge Lira). También fue locutor principal de los programas “Los invasores” y “Ouh Yeah!” (este último con Sergio Lagos).
Desde febrero de 2010 hasta diciembre de 2012 trabajó en el programa dela emisora radial Sonar FM llamado Sonar viral.
En el año 2015, se retira de Sonar FM, para unirse en la fundación de un medio digital de cultura, donde se desempeñó con en el cargo de Director del medio llamado RadioDemente.cl, un medio de información de cultura pop, con música de películas y series. Lamentablemente, el Estallido Social del 2919, y la consiguiente pandemia del Covid, obligaron a este medio a cerrar. 
Durante dicho periodo vuelve al cómic, y firma con Random House para su novela gráfica Los Juicios de Chile, obra de ciencia ficción política que toma elementos de la  coyuntura de esos años y los pone en perspectiva con el futuro del mundo. 

## Ilustraciones, cómic y editorial
Entre 1998 y 2001 trabaja en la Productora Cinemagica como ilustrador, donde desarrolla storyboards de publicidad para diversos spots.
Entre el 2000 y el 2002 trabaja como editor del Canal de Cómics de Terra Network Chile donde publica artículos relacionados con esta área. Realiza una guía de la historia del cómics en Chile en línea. Publica en web el cómic Ismahell y desarrolla comentarios de cine para este portal. Este canal, aporta cinco mil usuarios nuevos al sitio.

### Editorial Dédalos
En 1998 funda la editorial de cómics Dédalos y trabaja como editor general. Allí edita los cómics Medianoche, Tiro de Gracia, Salem, Katboxing y Sicario. Escribe y dibuja la serie Rayen, la cual se extiende por más de diez números. Los tirajes de cada título eran de 5000 ejemplares en la primera etapa y en la segunda etapa – después del número 5 de Rayen – de 2500 distribuidos a nivel nacional.
Durante cuatro años, Editorial Dédalos experimentó en formatos como la música, al editar el primer cómic clip en nuestro país, junto al grupo de hip hop Tiro de Gracia, basado en su tema “Viaje sin Rumbo”.
De este período se encuentra disponible en YouTube.com el documental La Comiquería, dirigido por Nicolás Lorca quien en diciembre del 2011 estrenó la película con el mismo nombre. Esta narra las desventuras de Daniel David (analogía de Jorge David) y sus intentos por formar la primera editorial profesional de cómics en Chile.
Luego de un largo período de trabajo, cierra sus puertas el 2001 con la publicación del número 10 de Rayen, número que no alcanzó a distribuirse masivamente.

### Cómics
En  2000 fue invitado de honor al encuentro internacional “Fixion 2000”, realizado en Estación Mapocho Chile junto a Themo Lobos (Chile), Alan Grant (Inglaterra, guionista de Batman), Dennis O’Neil (USA, editor general y guionista de la serie de cómics de Batman) y Cam Kennedy (Inglaterra, pintor e ilustrador, dibujante de la serie de cómics Star Wars).
En 2001 fue Invitado de honor al encuentro Internacional “Ficción Santiago” junto a John McCrea (Inglaterra, Ilustrador de Star Wars y Hitman), Paul Gulacy (USA, dibujante de Depredador, Terminator y Batman, entre otros)
En 2003 participó como invitado internacional representando a Chile en el encuentro “Viñetas en altura”, realizado en La Paz, Bolivia, donde asisten importantes representante del medio desde Bélgica, Francia, Argentina, Estados Unidos y México.
En 2008 realiza para Vivo Positivo dos cómics por encargo donde aborda el tema del VIH y ets.
Colabora en la edición del libro de Ilustraciones Play escogiendo a las noveles artistas femeninas Frannerd, Lucía Rodríguez, Cotona y Elisabeth Hunt. En 2012 realiza la publicación de la novela gráfica digital Héroe.
En el año 2022, publica la novela gráfica, Los Juicios de Chile. Obra de ciencia ficción cyber punk distopica que narra un eventual futuro del país y el mundo, basado en la coyuntura de dicho momento. 

### Obras ilustradas
Magmamix I
Magmamix II
Magmamix III
Acuario de Manuel García
Acuario edición 10 años. 
Libro El pacífico John junto a Sebastián Benavides. 
Invasión Cinema de La Molestar Orquesta
Los Juicios de Chile

## Audiovisual
El 2002 fue comentarista de cine en el programa "Tremendo Choque" de Chilevisión.
En 2007 trabajó en la revista impresa "Televitos", donde realizó comentarios de cómic y cine y para el portal comentarios semanales de cine sobre los estrenos en las carteleras locales. Realizó las ilustraciones del vídeo de la banda Chancho en Piedra del tema llamado Niño Peo. Entre el 2007 y el 2008 participó en Televisión Nacional de Chile en el programa Hora 25 como crítico de cine. Realizando notas y comentarios en pantalla. En 2008 desarrolló concept vídeos musicales: Saiko, con el tema de Boca en Boca.

### Documentales y trabajos musicales
En 2005 participó en el documental “La comiquería”, dirigido por Nicolás Lorca, en el cual narraba la historia a la cámara.  En el 2011 fue productor ejecutivo del documental de Pascal Krumm Los Bunkers: Un documental by Sonar.

### Largometrajes
El 2004 participó en el Diseño de personajes e ilustraciones para el film “Sangre Eterna” de Jorge Olguín. En el 2008 participó en la película “La Comiquería”, de Nicolás Lorca. En el 2010 trabajó como productor ejecutivo y guionista, junto con Gabriel Polgati (director de las radios Play FM y Sonar FM), en el largometraje "MP3 Una película de Rock descargable". Hizo un cameo como boletero de La Batuta. La película tuvo 80.000 descargas.

### Webserie
Durante el año 2014, realiza en conjunto con Intro Films y la periodista Javiera Muñoz Onetto, una webserie de 10 capítulos llamada #ELMAL. Trabajo enfocado en presentar diversos asesinos seriales o simgulares, en la historia del mundo. la tesis del programa es que cualquiera, en condiciones particulares, puede ser uno de ellos. La bajada de dicho programa es "#Esloquesomos"
Con excelentes crítica y una elaborada puesta en pantalla, #ELMAL cumplió un ciclo de 10 capítulos. Bajo el sello de un canal propio de youtub e llamado "BoxPop TV".
Se anunció segunda temporada.

## Producción y asesorías

### Radio
El año 2004 asume como Productor General de la radio, momento que asume Patricio Cuevas como director, cargo donde destacó por sumir la radio en una época llena de creatividad y de momentos delirantes.
Desarrolla alianzas de marcas que fortalezcan a la radio y la validen como líder de opinión ganando prestigio. Genera nuevas instancias de contenidos a través de la creación de nuevos programas. Crea campañas que generen interés en la información o en los eventos que estén relacionados con la marca. Durante este periodo la estación realizó diversas actividades promocionales, nunca antes pensadas para una estación radial en nuestro país (El Beso del Auto, Rock and Pop Aguards, etc) y una serie de acciones relacionadas con cine y música que destacan por su creatividad y ejecución, como las campañas para cintas como la guerra de los mundos (donde se recreó el radio teatro de una manera bastante actualizada), Aliens vs Depredador (que le llevó a obtener el premio mindshare de publicidad).[cita requerida]
En octubre del 2006, renuncia luego de que se realizaran cambios importantes en la estación de radio.
El 2011 asume como Productor General y Creativo de las radios Play FM y Sonar FM. Fue uno de los creadores del festival Play al parque.
Desarrolló un juego de vídeo junto a Intro films llamado Rockbol. 
Actualmente productor creativo del holding con las radios mencionadas anteriormente.

### Audiovisual
En el año 2010 fue productor ejecutivo, junto con Gabriel Polgati, en el largometraje "MP3 Una película de Rock descargable".  Y el 2011 participó como productor ejecutivo en el documental de Pascal Krumm "Los Bunkers: Un documental by Sonar".

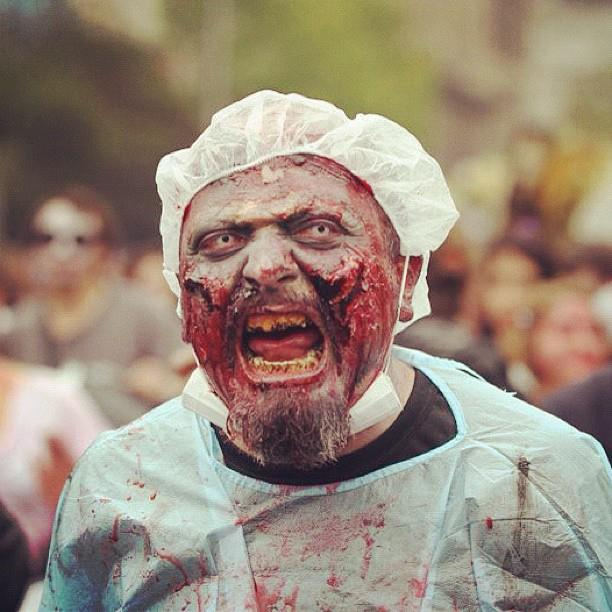
Dr. Zombie en Zombie Walk Chile 2012

### Zombie Walk
En el 2006, realiza la primera Zombie Walk, para la campaña del estreno de la película de George A Romero, Land of the Dead. En dicha ocasión, solo se reunieron 50 personas que caminaron desde Plaza Italia hasta la radio Rock and Pop. El 2008, Egidio Pérez y Katona Katrina, vocalista de Voodoo Zombie, organizaban la segunda Zombie walk sin asociación a marcas. A través de la una estrategia digital que logró convocar a 300 zombis en las calles de Santiago. En esta ocasión participó y se reunió con ellos para trabajar en conjunto y transformar esta marcha en un hito anual. Desde aquella ocasión, una vez al año, se realiza la Zombie walk producida por la ahora Productora Cafila Zombirica, compuesta por los tres integrantes antes mencionados. El evento reúne a miles de muertos vivientes y fanáticos del género de terror de todo el país, quienes salen a las calles con sus mejores trajes en una caminata de muertos por la ciudad llena de color, alegría y creatividad.
En la última Zombie walk del año 2015 se reunieron más de 35 000 personas que marcharon desde Plaza Italia a Plaza los Héroes.

## Docencia
Desde 2007 ha trabajado como profesor en la Universidad Tecnológica de Chile y la Universidad Mayor.
En la primera durante dos años (hasta 2009) se desempeñó como académico en la carrera de Cine, impartiendo un Taller de Storyboard y narración en cine.
A su vez, en la Universidad Mayor es docente en la carrera de Cine donde imparte Foro de Cine Actual y Géneros televisivos.
Actualmente realiza clases en la Universidad Mayor de Marketing y Producción Ejecutiva en la carrera de Cine.

## Premios y reconocimientos
- Recibió el Premio internacional de publicidad Mindshare Global, Cannes, por la campaña “Alien VS Depredador” (2004).[cita requerida]
- Premio a Los Bunkers: Un documental by Sonar como "Mejor Documental Chileno" en el Festival In Edit Nescafé 2011.

## Filmografía
- 2004 participó como guionista de la serie piloto de documentales sobre grandes batallas de la historia de Chile “En La Línea de Fuego” para Megavisión.
- 2010 Largometraje "MP3 Una película de Rock descargable".